# Eugène Jouy d'Arnaud
Eugène Jouy d'Arnaud  (Carcassona, 23 de gener del 1807 - Carcassona, 29 de juliol del 1894) va ser un polític occità, alcalde de Carcassona i de Perpinyà i diputat francès.

## Biografia
El 1843 esposà Joséphine d'Arnaud, vídua i filla de Bernard Arnaud, un antic alcalde de Perpinyà (del 1809 al 1813) i diputat (1815-1816). Era propietari agrícola a Carcassona el 1848 quan va ser elegit alcalde d'aquesta població occitana, càrrec que ocupà del 8 de maig del 1848 al 8 de juny del 1849. Poc després fou elegit diputat a l'Assemblea Nacional francesa pel departament de l'Aude, i entre el 13.5.1849 i el 2.12.1851 segué en els bancs de la dreta. Renuncià a l'Assemblea després del cop d'estat del 2 de desembre del 1851.
Va ser alcalde de Perpinyà del 26 de juny del 1855 al 26 de febrer del 1862. Al Rosselló tenia propietats agrícoles, amb terres a Alenyà, i el 1854 es feu membre de la Société agricole, scientifique et littéraire des Pyrénées-Orientales.
Se'l recorda, també, per haver estat el constructor, el 1863, de la capella de "Saint-Pierre de Trapel", a l'actual municipi de Vilamostausson (Aude). El 15 de novembre del 1876 se li va atorgar el grau de cavaller de la Legió d'Honor, i anteriorment havia estat nomenat cavaller de l'orde de Sant Gregori el Gran, una distinció papal fundada per Gregori XVI.